# Districtul Kui Buri
Kui Buri (în thailandeză กุยบุรี) este un district (Amphoe) din provincia Prachuap Khiri Khan, Thailanda, cu o populație de 41.246 de locuitori și o suprafață de 935,4 km².

## Componență
Districtul este subdivizat în 6 subdistricte (tambon), care sunt subdivizate în 47 de sate (muban).
| Nr. | Nume        | În thailandeză | Sate |  |
| --- | ----------- | -------------- | ---- |  |
| 1.  | Kui Buri    | กุยบุรี           | 8    |  |
| 2.  | Kui Nuea    | กุยเหนือ         | 11   |  |
| 3.  | Khao Daeng  | เขาแดง         | 3    |  |
| 4.  | Don Yai Nu  | ดอนยายหนู       | 4    |  |
| 6.  | Sam Krathai | สามกระทาย      | 10   |  |
| 7.  | Hat Kham    | หาดขาม         | 11   |  |